# Dolichopeza (Trichodolichopeza) nimbicosta
Dolichopeza (Trichodolichopeza) nimbicosta is een tweevleugelige uit de familie langpootmuggen (Tipulidae). De soort komt voor in het Afrotropisch gebied.